# Okręg wyborczy nr 85 do Sejmu Polskiej Rzeczypospolitej Ludowej (1989–1991)
Okręg wyborczy nr 85 do Sejmu Polskiej Rzeczypospolitej Ludowej (1989–1991) obejmował Garwolin oraz gminy Adamów, Borowie, Cegłów, Dębe Wielkie, Dobre, Garwolin (gmina wiejska), Górzno, Jakubów, Kałuszyn, Kłoczew, Kołbiel, Krzywda, Latowicz, Łaskarzew, Łuków, Łuków (gmina wiejska), Maciejowice, Miastków Kościelny, Mińsk Mazowiecki, Mińsk Mazowiecki (gmina wiejska), Mrozy, Osieck, Parysów, Pilawa, Poświętne, Serokomla, Siennica, Sobienie-Jeziory, Sobolew, Stanin, Stanisławów, Stoczek Łukowski, Strachówka, Trojanów, Trzebieszów, Wilga, Wojcieszków, Wola Mysłowska i Żelechów (województwo siedleckie). W ówczesnym kształcie został utworzony w 1989. Wybieranych było w nim 4 posłów w systemie większościowym.
Siedzibą okręgowej komisji wyborczej był Garwolin.

## Wybory parlamentarne 1989

### Mandat nr 329 –Polska Zjednoczona Partia Robotnicza
| Kandydat | I tura | I tura | II tura | II tura |
| Kandydat | Głosów | %      | Głosów  | %       |
| --- | ------ | ------ | ------- | ------- |
| Ryszard Smolarek                                                                                               | 28 706 | 24,70  | 26 841  | 52,71   |
| Zbigniew Paczkowski                                                                                            | 19 893 | 17,11  | 18 529  | 36,38   |
| Zbigniew Kuźniewski                                                                                            | 16 578 | 14,26  | —       | —       |
| Liczba głosów ważnych: 116 234 (I tura) • 50 926 (II tura) Źródło: Państwowa Komisja Wyborcza I tura i II tura |        |        |         |         |

### Mandat nr 330 –Zjednoczone Stronnictwo Ludowe
| Kandydat | I tura | I tura | II tura | II tura |
| Kandydat | Głosów | %      | Głosów  | %       |
| --- | ------ | ------ | ------- | ------- |
| Jan Szczygielski                                                                                               | 12 744 | 11,87  | 24 147  | 47,56   |
| Hanna Szafrańska-Falkiewicz                                                                                    | 12 742 | 11,87  | 21 536  | 42,42   |
| Stanisław Czyżewski                                                                                            | 12 504 | 11,65  | —       | —       |
| Józef Piesio                                                                                                   | 10 989 | 10,24  | —       | —       |
| Romuald Piszcz                                                                                                 | 10 587 | 9,86   | —       | —       |
| Kazimierz Dzido                                                                                                | 4314   | 4,02   | —       | —       |
| Liczba głosów ważnych: 107 352 (I tura) • 50 768 (II tura) Źródło: Państwowa Komisja Wyborcza I tura i II tura |        |        |         |         |

### Mandat nr 331 – bezpartyjny
| Kandydat                                                          | Głosów | %     |
| ----------------------------------------------------------------- | ------ | ----- |
| Stanisław Dąbrowski                                               | 69 458 | 59,90 |
| Franciszek Saniewski                                              | 14 939 | 12,88 |
| Tadeusz Celej                                                     | 12 949 | 11,17 |
| Janusz Filarski                                                   | 7690   | 6,63  |
| Liczba głosów ważnych: 115 947 Źródło: Państwowa Komisja Wyborcza |        |       |

### Mandat nr 332 – bezpartyjny
| Kandydat                                                          | Głosów | %     |
| ----------------------------------------------------------------- | ------ | ----- |
| Wiesław Zajączkowski                                              | 61 971 | 55,96 |
| Marian Piłka                                                      | 17 712 | 16,00 |
| Jerzy Kozakiewicz                                                 | 13 340 | 12,05 |
| Wiesław Lech                                                      | 10 066 | 9,09  |
| Liczba głosów ważnych: 110 732 Źródło: Państwowa Komisja Wyborcza |        |       |